# Альріша
Альріша, або Окда, також Каїтайн, або Реша (α Piscium, α Pis, Альфа Риб, α Риб, HD12447) — хімічно пекулярна зоря спектрального класу A2, що має видиму зоряну величину в смузі V приблизно  4,2.
Вона знаходиться у сузір'ї Риб й розташована на відстані близько 139,1 світлових років від Сонця.

## Фізичні характеристики
Зоря HD12447 обертається 
досить швидко 
навколо своєї осі. Проєкція її екваторіальної швидкості на промінь зору становить  Vsin(i)= 81км/сек.
Телескоп Гіппаркос зареєстрував фотометричну змінність  даної зорі з періодом    0,75 доби в межах від  Hmin= 3,84 до  Hmax= 3,82.

## Пекулярний хімічний вміст
Зоряна атмосфера HD12447 має підвищений вміст 
Si
.

## Магнітне поле
Спектр даної зорі вказує на наявність магнітного поля у її зоряній атмосфері.
Напруженість повздовжної компоненти поля оціненої з аналізу
становить  365,3± 266,3 Гаус.